# Haganatul avar
Haganatul avar a fost o confederație nomadă de origine tungusă care a fost stabilită în regiunea Bazinului Carpatic în 567 de către avari și a existat până la 804.